# رونالد غراهام
رونالد (رون) لويس غراهام (بالإنجليزية: Ronald (Ron) Lewis Graham)‏ (31 أكتوبر 1935 - 6 يوليو 2020) هو عالم رياضيات معترف به من قبل الجمعية الرياضياتية الأمريكية. وُصف بأنه «أحد المهندسين الرئيسيين للتطور السريع في جميع أنحاء العالم في مجال الرياضيات المتقطعة في السنوات الأخيرة». قام بأعمال مهمة في نظرية الجدولة، الهندسة الحسابية، نظرية رامزي، وشبه العشوائية.
شغل في أواخر أيامه منصب كبير العلماء في معهد كاليفورنيا للاتصالات وتقنية المعلومات (المعروف أيضا باسم Cal-(IT)2) وأستاذ أروين وجوان جاكوبس في علوم الكمبيوتر والهندسة في جامعة كاليفورنيا في سان دييغو.

## وصلات خارجية
- رونالد غراهام على موقع إن إن دي بي (الإنجليزية)

- رونالد غراهام في شجرة علماء الرياضيات